# Algidus marmoratus
Algidus marmoratus Gertsch, 1973 è un ragno appartenente alla famiglia Lycosidae.
È l'unica specie nota del genere Algidus.

## Distribuzione
L'unica specie oggi nota di questo genere è stata rinvenuta in Venezuela.

## Tassonomia
Dal 1959 non sono stati esaminati altri esemplari, né sono state descritte sottospecie al 2016.